# زندگی خصوصی یک شیطان‌گرا
زندگی خصوصی یک شیطان‌گرا: زندگینامه مجاز انتان لاوی (به انگلیسی: The Secret Life of a Satanist: The Authorized Biography of Anton LaVey)، نوشته‌ای است دربارهٔ زندگی انتان لاوی، بنیانگذار شیطان‌گرایی لاویایی و کلیسای شیطان که در سال ۱۹۹۰ توسط انتشارات فرال هاوس منتشر شده‌است. این کتاب توسط بلانچ بارتون، مدیر کلیسای شیطان، دوست، معشوق و معتمد انتان لاوی نوشته شده‌است.